# Filippinska sjön

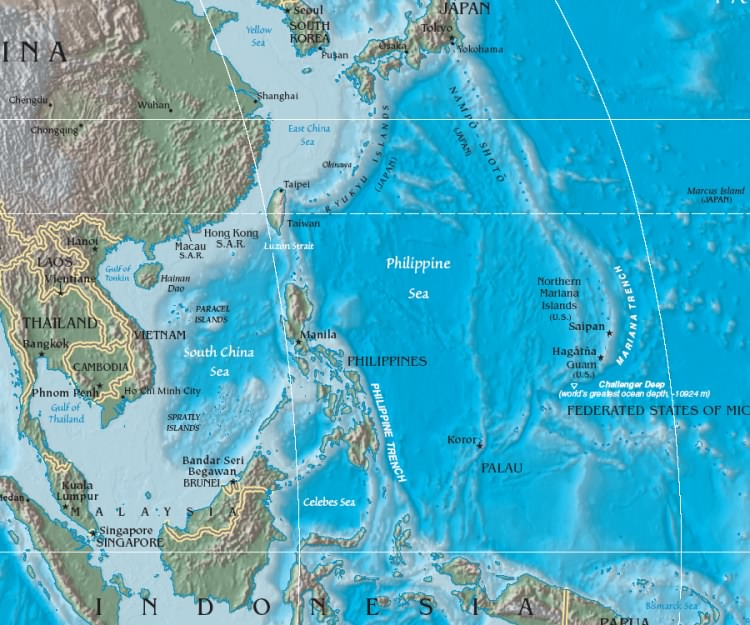
Filippinerhavet

Filippinska sjön, eller Filippinerhavet, är den del av västra Stilla havet som omges av Filippinerna, Taiwan och Japan i väst, av Marianerna och Palau i öst och Indonesien i syd. Angränsande hav är Sulawesisjön (Celebessjön), som skiljs åt av Mindanao och mindre öar i söder, Sydkinesiska sjön, som avskiljs av Filippinerna, och Östkinesiska sjön, som skiljs åt av Ryukyuöarna.
Filippinerhavet utgör en egen litosfärisk platta – Filippinerplattan – som subdukterar under den eurasiska kontinentalplattan. Vid denna kollision har den räcka av vulkanöar från Halmahera i syd till Honshu i norr som är havets avgränsning mot väst bildats. Samtidigt subdukterar Stillahavsplattan under Filippinerplattan, vilket bildat bland annat öarna Palau, Guam, Marianerna och en räcka av japanska öar från Iwo Jima till Honshu. Det finns djuphavsgravar på båda sidor om Filippinerhavet, däribland Filippinergraven mot Filippinerna i väst och Marianergraven mot Marianerna i öst.
År 1944 stod där slaget om Filippinska sjön mellan USA och Japan under andra världskriget.